# Stora Mellösa sockendräkt

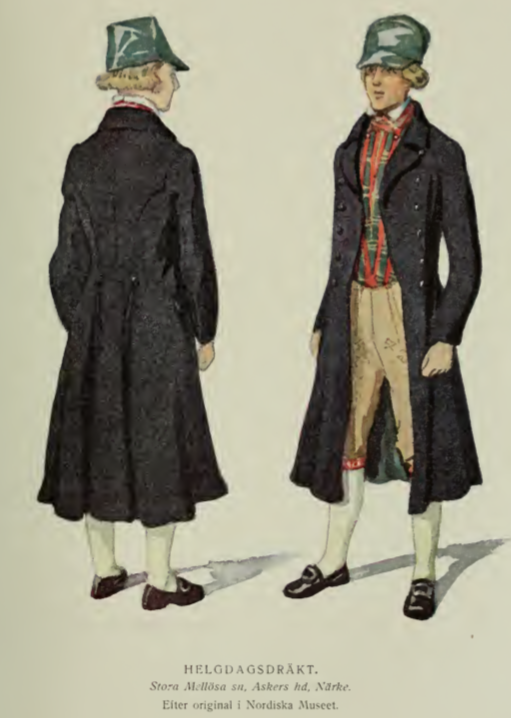
Man i folkdräkt från Stora Mellösa socken.

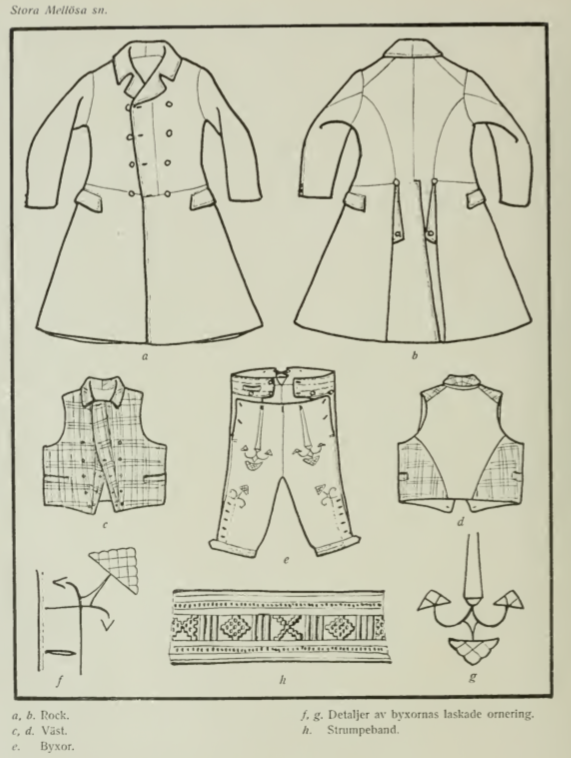
Ritning över manlig Stora Mellösa sockendräkt.

Stora Mellösa sockendräkt är en folkdräkt (eller bygdedräkt) från Stora Mellösa socken i Närke.
Närkes sockendräkter lades mycket tidigt bort, men av gamla sockenprotokoll framgår att utpräglade sockendräkten förekommit i äldre tid och att dessa strängt kontrollerats av socknens äldste. Ett förbud från 1697 mot "knappetröja" förklarar i viss mån frånvaron av knappar i en hel del av de ålderdomligaste sockendräkterna.
Stora Mellösa verkar varit den socken som längst behållit sin sockendräkt. 

## Helgdagsdräkt för man
De i Närke under 1800-talet använda manliga sockendräkterna var av den tidens dräktmode med livrockar, uppslag och knappar. Det verkar som att det inte var snittet, utan snarare färgen som särskilde de olika socknarna. Följande delar ingår: 
- långrockar – en lång livsrock av blå vadmal eller blått kläde med uppslag och mörka knappar.
- västen – av rutigt halvylle i rött, grönt och något gult med gula metallknappar. Foder och ryggstycke av lärft.
- skjorta – med nedvikt krage.
- byxor – kortbyxor av blå vadmal eller blått kläde, av skinn med laskad ornering eller linnebyxor ac finare slag.
- huvudbonad – gröna skinnkasketter eller svarta, lågkulliga filthattar med stora brätten.
- ullstrumpor – såväl blå som vit ullstrumpor brukades.
- strumpeband  – röda och vita.
- skospännen – lär allmänt ha brukat. Kom i Närke i bruk vid 1700-talets mitt.